# South Monrovia Island (Kalifornija)
South Monrovia Island je naseljeno područje za statističke svrhe u američkoj saveznoj državi Kalifornija. Prema popisu stanovništva iz 2010. u njemu je živjelo 6.777 stanovnika.